# 5/8
5/8（8分の5、はちぶんのご）は、0 と 1 の間にある有理数の一つ。十進法で小数表示すると 0.625 である。

## 数学的性質
- 5/8 は 5÷8 に等しい。
- 5/8 ＝ 4/8 ＋ 1/8 ＝ 1/2 ＋ 1/8
- 5/8 は、素因数に2が含まれているN進法では、有限小数になる。
  - 5/8 = 0.101(2) = 0.1212…(3) = 0.343(6) = 0.5555…(9) = 0.625(10) = 0.76(12) = 0.A(16) = 0.B49(18) = 0.CA(20) になる。

## 符号位置
| 記号 | Unicode | JIS X 0213 | 文字参照         | 名称   |
| ---- | ------- | ---------- | ---------------- | ------ |
| ⅝    | U+215D  | -          | &#x215D; &#8541; | 8分の5 |

## その他5/8に関すること
- 音楽の8分の5拍子。
- エスビー食品のポテトチップスの商品名に「S&B 5/8チップ」と名付けられた物があった。1979年に当時同社に在籍していた女性社員の発想により、従来のポテトチップスの大きさ（アメリカンサイズ）の5/8のサイズで、一口で食べる事が出来るように発売された[1]。あっさりしお味の他に、欧風カレー味（同社のメイン商品であるカレーをフレーバーに加えた）、しそ味、かにマヨネーズ味等様々なバリエーションがあり[1]、女性や高齢者を中心に人気商品となった。2003年に同社の菓子部門撤退により、販売終了した（エスビー食品の項も参照）。その後、2019年2月12日に、レトルト食品の5/8サイズ カレー5種類と5/8サイズ ハヤシを発売した[2]。
- アメリカなどヤード・ポンド法を使用してる地域で長さやねじの径の単位として5/8や9/16といった表記が用いられているが、5/8を0.625として見ても、その意味するところは不明瞭である。1より小さい数の表記について、メートル法では小数点を用いるが(0.5、3.14など)、ヤード・ポンド法では分数を用いており、基本的な考え方は元の値を半分(1/2)にしていくというものである[3]。つまり、1の半分が1/2、その半分が1/4、その半分が1/8であり、例えば0から1までを16分割し、分数を数直線上に表せば次の図のようになる。数直線上の分数つまり、5/8(ファイブエイス(five-eighth))の意味するところは、1/2＋1/8 ⇨ 4/8＋1/8 ⇨ 5/8 、1/2(ハーフ(half))と3/4(スリークォーター(three-quarter))の中間を指しているのである。